# Pseudoleskea catenulata
Pseudoleskea catenulata là một loài Rêu trong họ Leskeaceae. Loài này được (Brid. ex Schrad.) Schimp. mô tả khoa học đầu tiên năm 1852.